# Adolphe Eugène Hubert Joseph Regout
Adolphe Eugène Hubert Joseph Regout, ook wel Adolphe (I) Regout (Meerssen, 14 maart 1876 – Brussel, 26 maart 1952), was een Nederlands-Belgisch grootgrondbezitter en ondernemer. Van zijn moeder erfde hij een deel van de abdij van Val-Dieu met uitgestrekte landerijen. Op latere leeftijd bekwaamde hij zich als ondernemer en manager. Van 1934 tot aan zijn dood was hij voorzitter van de raad van bestuur van de kristal-, glas- en aardewerkfabriek De Sphinx in Maastricht, waar hij ingrijpende reorganisaties doorvoerde.

## Biografische schets

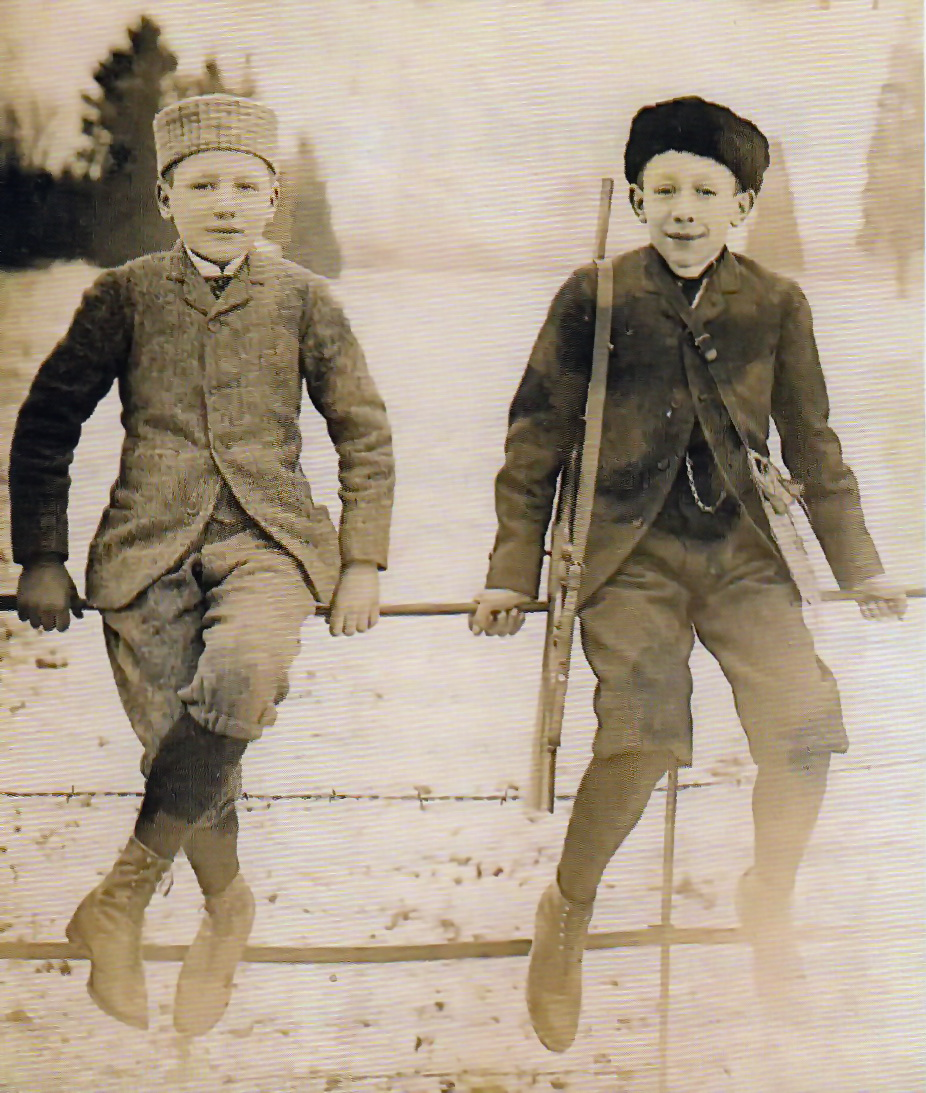
Edouard en Adolphe, 1889

Adolphe Regout was een telg uit de bekende Maastrichtse fabrikantenfamilie Regout. Hij was het vierde van vijf kinderen (allemaal zonen) van Gustave (I) Regout (1839-1923) en Louise Pétry (1849-1916). Hij groeide op in het ouderlijke Kasteel Vaeshartelt, destijds gelegen in de gemeente Meerssen. Aangezien zijn moeder uit Wallonië kwam, werd hij Franstalig opgevoed, wat overigens vrij normaal was in die tijd bij welgestelde families in Maastricht. Met zijn vader en broers sprak hij Maastrichts. Alphonse schijnt een moeilijk kind te zijn geweest. Op zijn 15e kondigde hij op eigen initiatief het vertrek van zijn school aan. De resterende schooltijd van twee jaar wist hij vervolgens met behulp van een privéleraar in één jaar af te ronden. Als jongeling beleefde hij van nabij de voortgaande expansie van de door zijn grootvader Petrus (I) Regout gestichte  glas-, kristal- en aardewerkfabrieken (Petrus Regout & Co.) en de door zijn ooms en neven opgerichte bedrijven (Mosa, Alfred Regout & Co. en F. Regout & Co.). Zijn vader Gustave (I) was na 1870 nog slechts halve dagen werkzaam in het familiebedrijf en hield zich daarnaast bezig met het management van de familiebezittingen: Vaeshartelt, Neufchateau, Val-Dieu en vanaf 1902 Meerssenhoven.
Aanvankelijk nam alleen de oudste broer Gustave (II) actief deel aan de bedrijfsvoering van het familiebedrijf. De andere broers leidden, in navolging van hun vader, een leven van leisure, waarin de jacht een belangrijke rol speelde. De tweede broer, Edmond, bleef ongetrouwd, maakte enkele wereldreizen, erfde daarna het kasteel Meerssenhoven, waar hij leefde als rentenier en landeigenaar. De andere zonen, waaronder Alphonse, trouwden met vrouwen uit welgestelde families, erfden een landgoed en waren alleen als aandeelhouders betrokken bij het familiebedrijf. Adolphe Regout trouwde in 1902 met Jeanne Laloux, dochter van een rijke Luikse bankier en mede-oprichter van de Fabrique Nationale d'Armes de Guerre (FN). Bij die gelegenheid kreeg hij van zijn moeder het vruchtgebruik van de abdij van Val-Dieu. De abdij was in 1855 gedeeltelijk in bezit gekomen van Henry Pétry, zijn grootvader van moeders kant. Het bezit bestond uit het voormalige gastenverblijf van de abdij, de kloosterboerderij en ongeveer 120 hectare grond, inclusief enkele pachthoeven, een smidse en een graanmolen. De kloosterkerk en het verblijf van de abt en de monniken waren uitdrukkelijk niet inbegrepen; hier was het in 1844 heropgerichte klooster gevestigd. Adolphe en Jeanne woonden aanvankelijk in Luik en op kasteel Goedenraad in Eys, dat tot de bezittingen van de familie Laloux behoorde. Vijf van de zeven kinderen werden in Luik geboren, waar de familie een groot huis bewoonde aan de avenue Rogier. Alleen Marc en Gaëtan werden in Val-Dieu geboren, dat na een opknapbeurt als nevenverblijf diende. In 1914 werd Adolphe door de familie Laloux ingeschakeld om kasteel Goedenraad te verkopen, wat hem als Nederlandse Belg lukte.
In 1939 werd de familie opgeschrikt door een gruwelijk drama, toen Adolphes jongste broer Edouard (1877-1947) op Vaeshartelt zijn vrouw Sophie van der Does de Willebois met een pistoolschot doodde. Het is niet bekend hoe deze gebeurtenis de familieverhoudingen beïnvloedde; mogelijk verklaart het waarom de familie, na het overlijden van Edouards enige zoon in 1953, het kasteel onmiddellijk van de hand deed. Tijdens de Tweede Wereldoorlog woonde het gezin Regout-Laloux in Brussel; alleen de oudste zoon Adolphe (II) verbleef te Val-Dieu. De abdij, die zowel door de Duitsers als door de Amerikanen werd benut, bleef achter in een deplorabele staat. Na het hoogstnodige herstel brachten Adolphe en zijn vrouw hier na de oorlog opnieuw de zomers door.
Adolphe overleed in 1952 op 76-jarige leeftijd in Brussel. Zijn echtgenote overleefde hem bijna twintig jaar en overleed in 1971 op 90-jarige leeftijd te Val-Dieu. Beiden werden mogelijk in Brussel begraven; in elk geval niet in het familiemausoleum in Meerssen. Na de dood van Jeanne werden de abdijgebouwen en bijhorende landerijen geleidelijk aan verkocht, als laatste de boerderij van Holliguette, die in bezit bleef van hun zesde kind, Roger Regout (1915-2010).

## Loopbaan
Als beheerder van zijn landgoed Val-Dieu was Adolphe Regout niet bijzonder succesvol. Zo mislukte zijn experiment om in het Land van Herve schapen te fokken en werd zijn aanplant van ongeveer 100 ha hoogstamfruitboomgaarden evenmin een succes.
In 1933 noopte de toestand bij De Sphinx de toen 58-jarige Adolphe Regout zich intensiever met het noodlijdende familiebedrijf te gaan bemoeien. Hij borg zijn jachtgeweer op, vestigde zich te Maastricht en zag zijn gezin alleen nog maar op zondagen en tijdens zomervakanties. Binnen een jaar werd hij benoemd tot voorzitter van de raad van bestuur. Zijn benoeming viel samen met de publicatie in 1934 van het voor het imago van de familie Regout zeer compromitterende boek Een eeuw modern kapitalisme. De Regouts. Leed en strijd van Maastricht's proletariaat, geschreven door de socialist Michaël Ubachs. Deze beschuldigde Adolphe Regout van het willen terugdrijven van het arbeidersvolk "in de spelonken zijner ellende van weleer". Dat zou blijken uit de door hem gesproken woorden tegen vakbondsbestuurders in 1933: "dat de arbeiders te veel lezen en vergaderen, dat hun elementaire roeping evenwel geen andere is dan de industrie vooruit te helpen". Volgens Ubachs legden de arbeiders in de Regoutfabrieken daarop massaal het werk neer. Gustave Regout trok er zich weinig van aan. Een bekende uitspraak van hem uit die tijd is: "In Maastricht zitten veel Regouthaters". Het boek van Ubachs bestond volgens hem uit "diverse aanvallen tegen de familie Regout in den gebruikelijken bekenden trant". Hij voerde een aantal ingrijpende reorganisaties door, waarbij zijn doortastendheid en natuurlijke dominantie bepalend waren om de pijnlijke maatregelen geaccepteerd te krijgen. Na enkele jaren wierpen zijn inspanningen vruchten af en in 1936 maakte het bedrijf weer winst. Daarna loodste hij De Sphinx door de moeilijke oorlogsjaren heen. Hij bleef er tot zijn dood aan het roer.
Adolphe Regout was Officier in de Orde van Oranje-Nassau.

## Nalatenschap

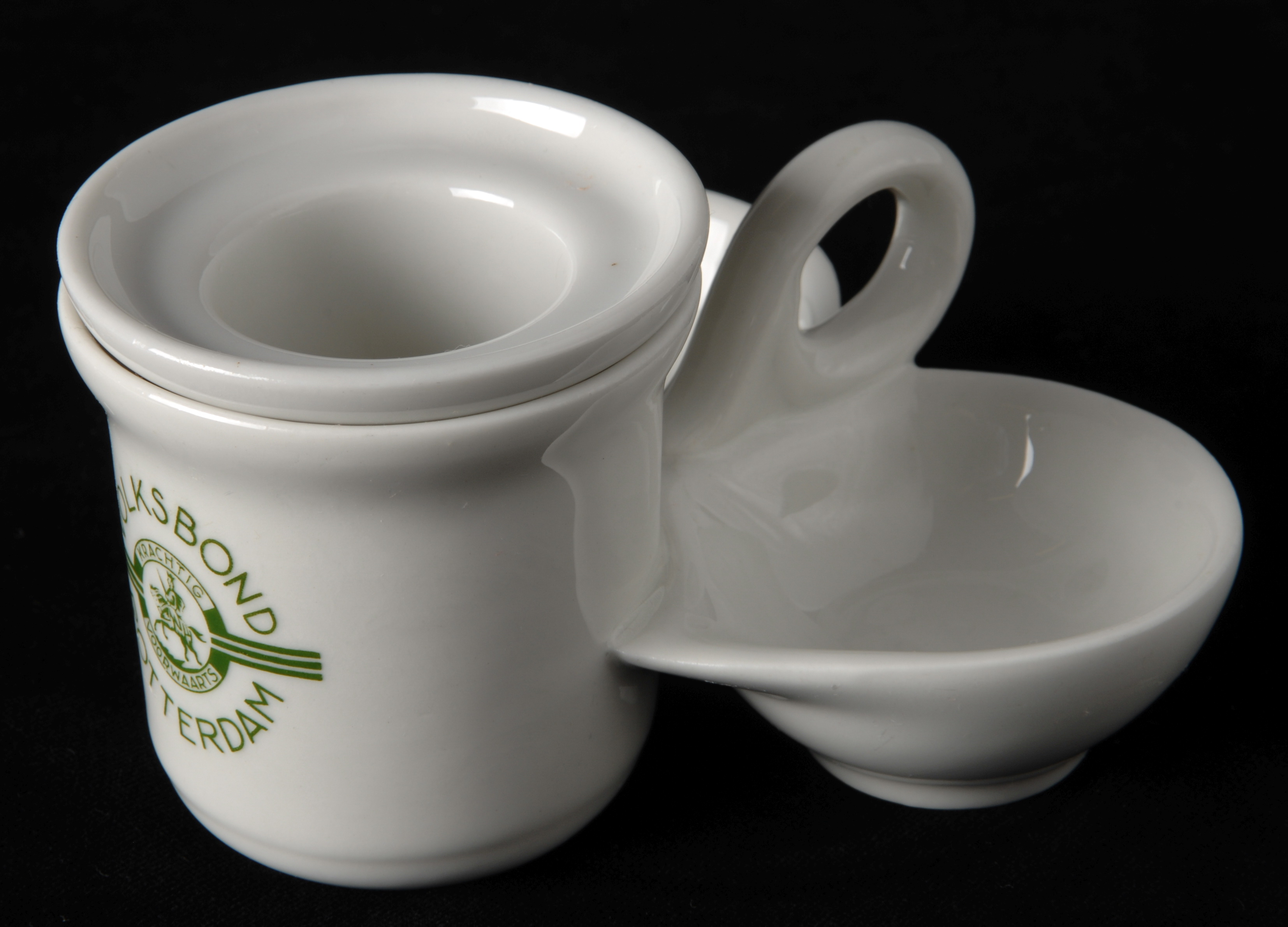
Peper, zout & mosterdstel (De Sphinx, ca. 1950), collectie Museum Rotterdam

Producten van De Sphinx uit de periode dat Adolphe Regout er het bewind voerde, zijn gezocht bij verzamelaars van Maastrichts aardewerk en bevinden zich tevens in diverse museale collecties.
Op het voormalige fabrieksterrein van De Sphinx aan de Boschstraat, tegenwoordig aangeduid als Sphinxkwartier, bevindt zich achter de Mouleursgebouwen een restant van de zogenoemde 'Avenue Adolphe', een met glas overdekte verbindingsgang tussen de diverse fabrieksgebouwen, daterend uit de tijd van Adolphe Regout. In 2017 werd de glasstraat gesloopt en daarna heropgebouwd en geïntegreerd in het woonwarenhuis Loods 5. Eveneens uit de 'periode Adolphe' dateert de showroom voor sanitairproducten op het Sphinxterrein, in 1950 gebouwd naar een ontwerp van de Amsterdamse architect Jan van Erven Dorens. De voorgevel van baksteen is versierd met decoratieve elementen die classicistisch aandoen. De bezoekersentree aan de oostzijde is vanaf de Boschstraat te bereiken via een steegje en heeft een van elders afkomstige poortomlijsting in Lodewijk XV-stijl. In het interieur is de staalconstructie van het dak zichtbaar gelaten. Sinds het vertrek van De Sphinx is hier het informatiecentrum van het  Belvédère-project gevestigd. Het plantsoen aan de noordzijde dateert uit de jaren veertig.
De stadswoning van de familie Regout-Laloux aan de avenue Rogier in Luik is ontworpen door de architect Émile Deshayes (1875-1946). Het gebouw wordt in luik nog steeds aangeduid als Hôtel Adolphe Regout. Het herenhuis in de Guimardstraat in de Brusselse Leopoldswijk bestaat eveneens nog. Het neoclassicistische huis behoort sinds 1993 tot het bouwkundig erfgoed in Brussel. Van het kasteel Goedenraad zijn geen verbouwingen of aanpassingen uit de tijd van Adolphe Regout bekend. Een aantal gebouwen op het terrein van de abdij van Val-Dieu werd door Adolphe Regout hersteld en/of uitgebreid. Ook liet hij een nieuwe laan aanleggen en een groot aantal bomen planten.

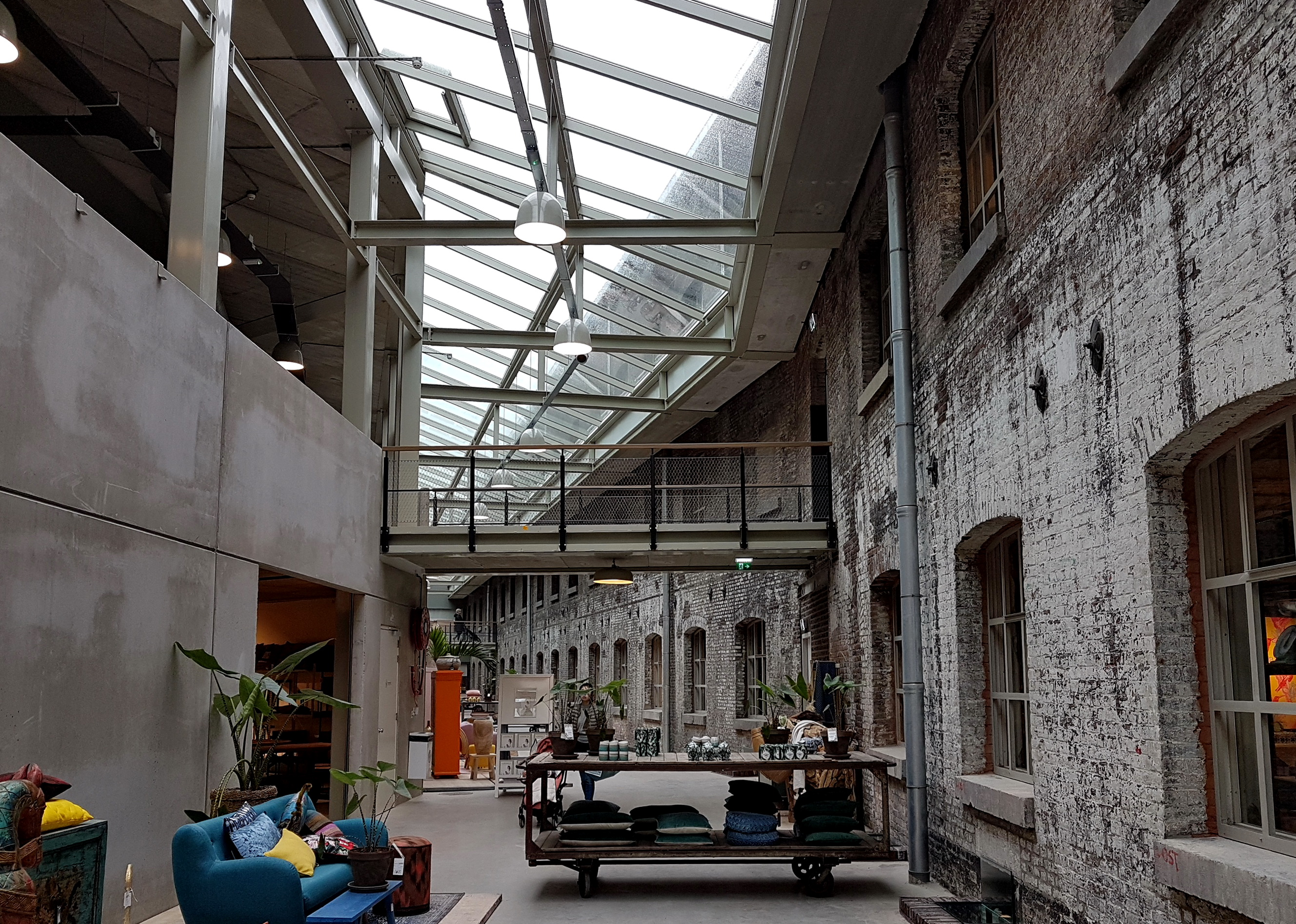
Avenue Adolphe, Loods 5, Sphinxkwartier, Maastricht
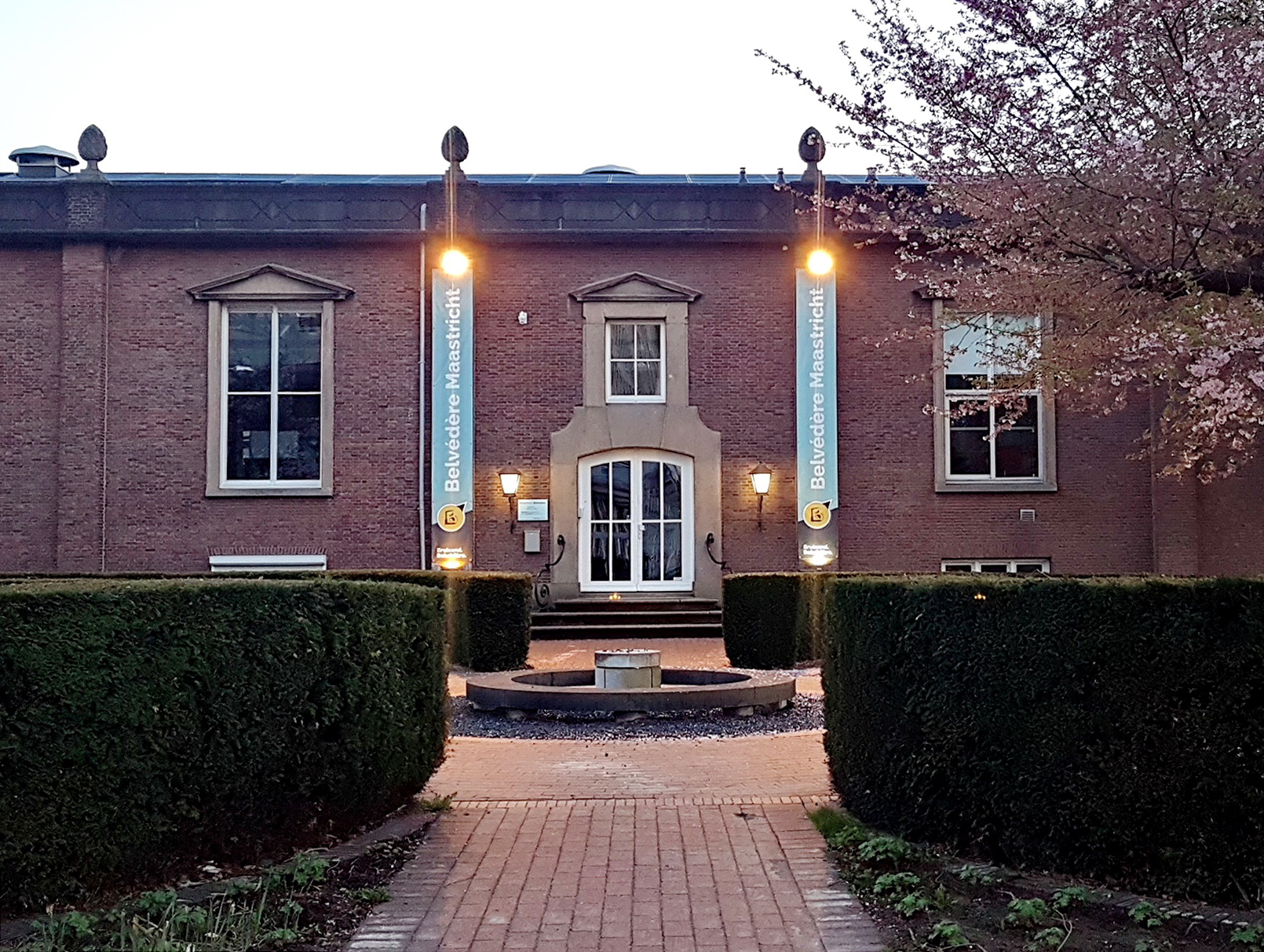
Noordgevel Sphinx-showroom met plantsoen
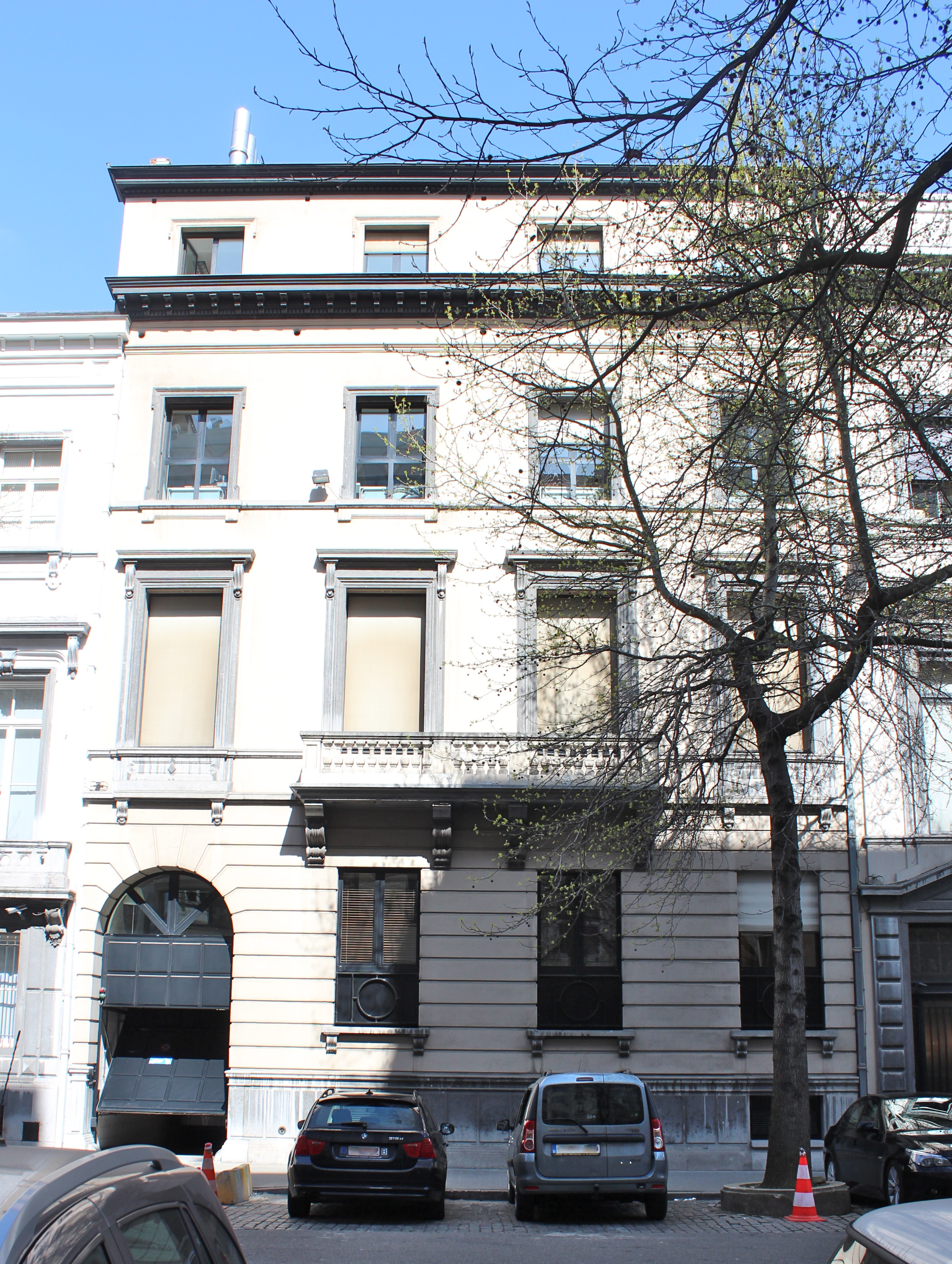
Guimardstraat 16, Brussel
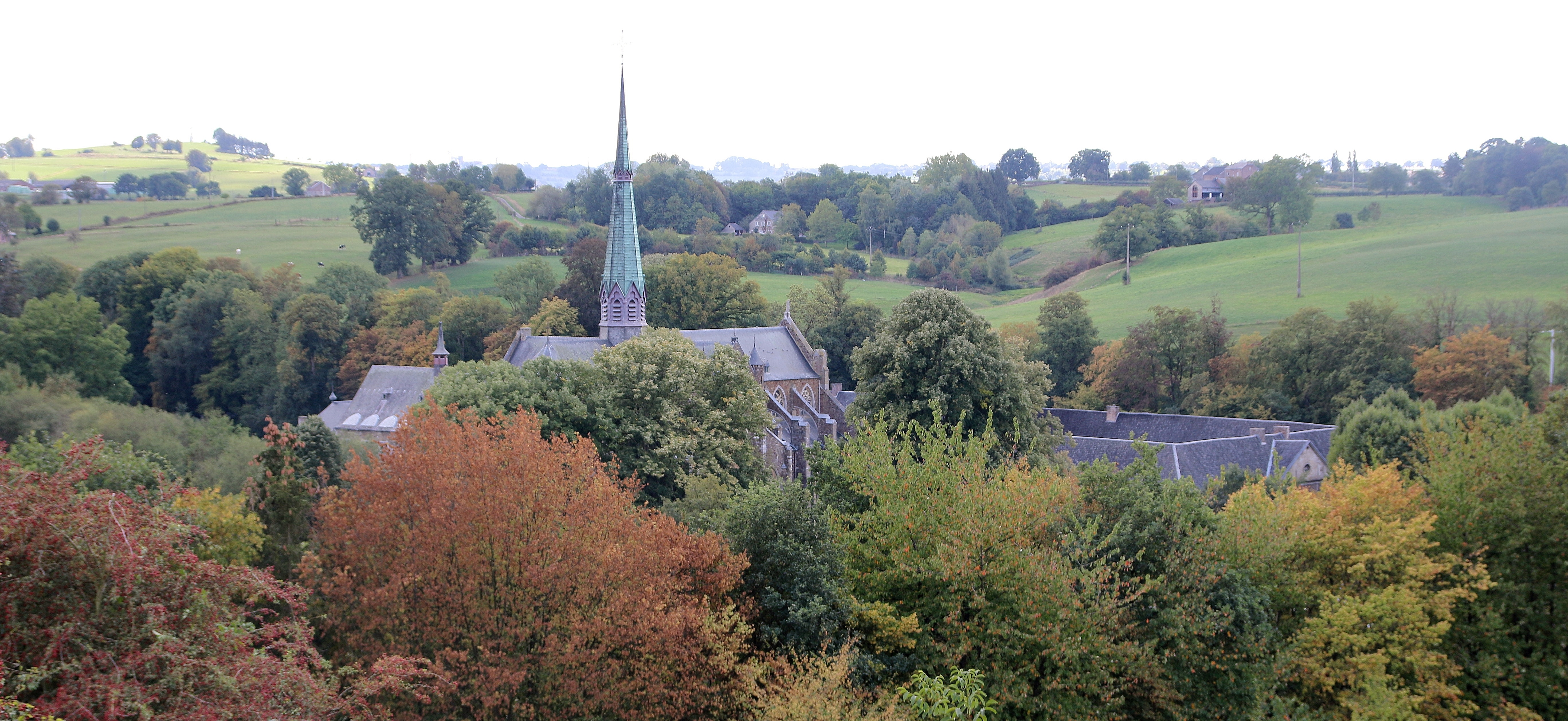
Abdij van Val Dieu

## Nakomelingschap

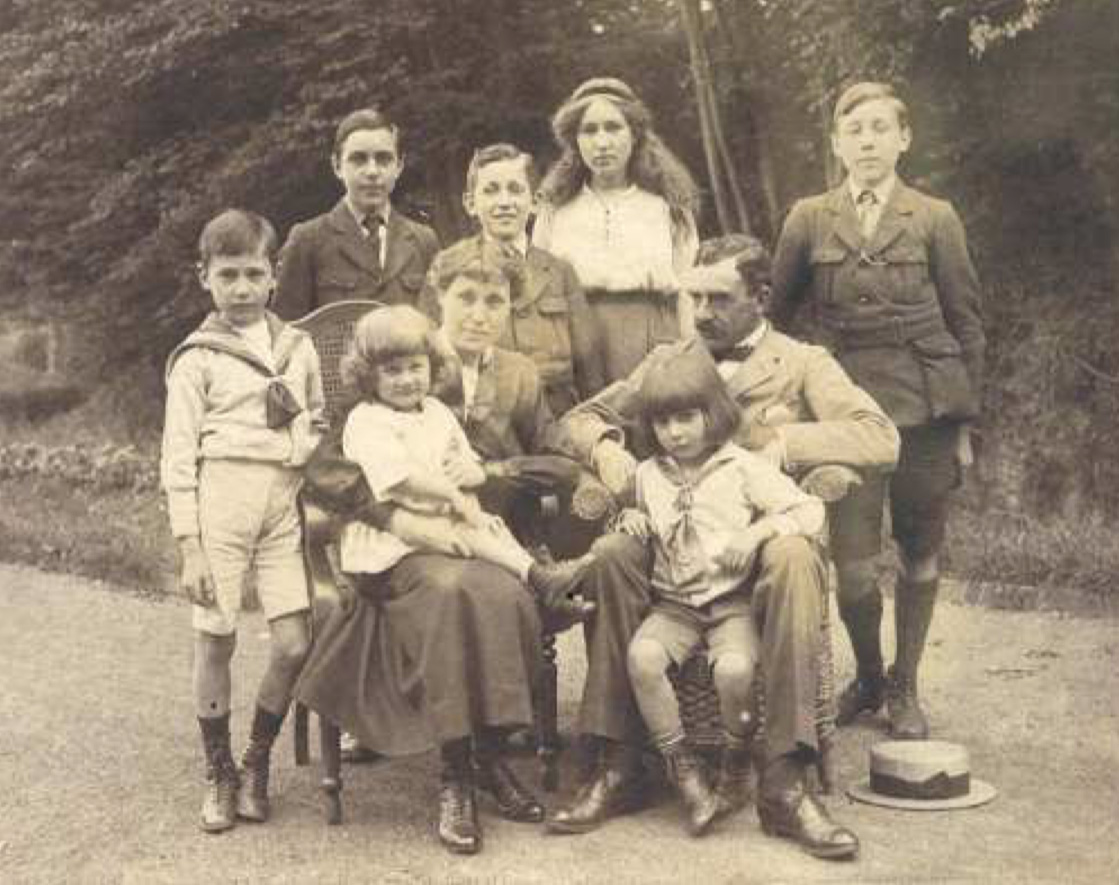
Familieportret, ca. 1921-22

Op 14 april 1902 trouwde Adolphe Eugène Hubert Joseph Regout in Luik met Jeanne Henriette Marie Louise Laloux (1881-1971), dochter van Adolphe Laloux en Louise Lelièvre. Het echtpaar kreeg zeven kinderen, een dochter en zes zonen, waarvan er enkelen in de voetsporen van hun vader traden als bestuurders van het familiebedrijf of andere bedrijven.
1. Louisa Marie Ghislaine Regout (1903-1986), gehuwd met Maximilien van Zeebroeck (1903-1979)
2. Adolphe Marie Stéphane Regout (1905-2007), gehuwd met Laurette Hanquet (1910-2009)
3. Serge Henri Regout (1906-1981), gehuwd met Marguerite Delattre (1915-2012)
4. Marc Roger Marie Regout (1907-1998), voorzitter raad van bestuur van Koninklijke Sphinx-Céramique, gehuwd met Madeleine Davreux (1913-1990)
5. Gaëtan Georges Marie Regout (1912-1968), gehuwd met burggravin Chantal Davignon (1921-1992)
6. Roger Maurice Albert Regout (1915-2010), bestuurder Koninklijke Sphinx-Céramique, gehuwd met Elisabeth van Wassenhove (1917-2007)
7. Hugues Edouard Olivier Regout (1918-2009), algemeen directeur Bull België, gehuwd met Nicole Van Derton (1921-2007)